# チャプターVI〜第六章
『チャプターVI〜第六章』（原題：Chapter VI）は、スウェーデンのヘヴィメタル・バンド、キャンドルマスが1992年に発表したアルバム。通算6作目、スタジオ・アルバムとしては5作目に当たる。

## 背景
メサイア・マーコリンの脱退に伴い、トーマス・ヴィクストロムが後任ボーカリストに迎えられた。収録曲「ダイイング・イリュージョン」は、マーコリン在籍時に作られた曲「Night of the Witch」の改作である。なお、バンドは1993年、ヴィクストロムを含むラインナップでEP「Sjunger Sigge Fürst」（俳優/歌手のシグ・フュルストが歌唱した曲のカヴァー集）をリリースしており、2006年に発売された本作のリマスターCDには、同EPからの曲もボーナス・トラックとして追加された。

## 反響・評価
母国スウェーデンでは2回（4週）連続でトップ60入りして最高43位を記録し、同国において自身3作目のトップ60アルバムとなった。ジェイソン・アンダーソンはオールミュージックにおいて5点満点中2点を付け、ヴィクストロムの歌唱に関して「立派な仕事をしているが、前任者ほどの個性はない」と評している。

## 収録曲
「ジュリーは二度と笑わない」と「痛みの終焉」はレイフ・エドリングとラーズ・ヨハンソンの共作で、その他の曲はエドリング作。
1. ダイイング・イリュージョン - "The Dying Illusion" – 5:52
2. ジュリーは二度と笑わない - "Julie Laughs No More" – 4:23
3. ホェア・ザ・ルーンズ・スティル・スピーク - "Where the Runes Still Speak" – 8:42
4. エボニー・スロウン - "The Ebony Throne" – 4:25
5. テンプル・オブ・ザ・デッド - "Temple of the Dead" – 7:11
6. アフターマス - "Aftermath" – 5:37
7. ブラック・アイズ - "Black Eyes" – 5:53
8. 痛みの終焉 - "The End of Pain" – 4:23

### 2006年リマスターCDボーナス・トラック
全曲ともEP「Sjunger Sigge Fürst」より。
1. "Bullfest" – 3:17
2. "Samling Vid Pumpen" – 2:48
3. "Bröllop På Hulda Johanssons Pensionat" – 2:45
4. "Tjo Och Tjim Och Inget Annat" – 2:49

### 2006年リマスターCDボーナスDVD
1. - 9.は1993年のウッデバラ公演におけるライブ映像。
1. "Intro: Bullfest"
2. "The Dying Illusion"
3. "Dark Reflections"
4. "The Ebony Throne"
5. "At the Gallows End"
6. "Julie Laughs No More"
7. "The Well of Souls"
8. "Dark Are the Veils of Death"
9. "Mirror Mirror"
10. "The Dying Illusion (Promo Video)"

## 参加ミュージシャン
- トーマス・ヴィクストロム - ボーカル
- ラーズ・ヨハンソン - リードギター
- マッツ・ビョークマン - リズムギター
- レイフ・エドリング - ベース
- ヤン・リンドー - ドラムス